# 2792 Ponomarev
2792 Ponomarev è un asteroide della fascia principale. Scoperto nel 1977, presenta un'orbita caratterizzata da un semiasse maggiore pari a 2,2768579 UA e da un'eccentricità di 0,1292000, inclinata di 9,36692° rispetto all'eclittica.